# Рапаич, Раймунд
Раймунд Рапаич (венг. Raymund Rapaics, или венг. Raymund Rapaics von Ruhmwerth, или венг. Raumund Rapaics von Ruhmwerth, 15 февраля 1885 — 19 марта 1954) — венгерский биолог, ботаник, миколог.

## Биография
Раймунд Рапаич родился в городе Аюд 15 февраля 1885 года.
В 1907 году он получил докторскую степень. С 1911 по 1907 год Рапаич был соответственно доцентом кафедры в Кошице.
Раймунд Рапаич умер в Будапеште 19 марта 1954 года. Возможно также, что он умер в 1953 году.

## Научная деятельность
Раймунд Рапаич специализировался на семенных растениях и на микологии.

## Публикации
Рапаич является автором следующих публикаций:
- A sisakvirág-nemzetség rendszere (Botan. Közl. 1907. 6. sz.).
- Magyarország növényföldrajza (Bp., 1910).
- Az Alföld növényföldrajzi jelleme (Selmecbánya, 1918).
- A növények társadalma (Bp., 1925).
- A magyarság virágai (Bp., 1932).
- A magyar gyümölcs (Bp., 1940).
- Magyar kertek (Bp., 1940).
- A magyar biológia története (Bp., 1953).